# 布·拉松
布·拉松（瑞典語：Bo Larsson，1944年5月5日—2023年12月19日），生于马尔默，瑞典男子足球运动员，司职中场、前锋，1964年完成成年国家队首秀。他曾代表瑞典国家队参加1970年、1974年和1978年国际足联世界杯。